# Mexcala synagelese
Mexcala synagelese là một loài nhện trong họ Salticidae.
Loài này thuộc chi Mexcala. Mexcala synagelese được Wanda Wesołowska miêu tả năm 2009.